# Myagrus ornatus
Myagrus ornatus là một loài bọ cánh cứng trong họ Cerambycidae.